# تینو سورش دسای
تینو سورش دسای (انگلیسی: Tinu Suresh Desai) کارگردان فیلم اهل هند است.

## فیلم‌شناسی
| سال  | فیلم       | کارگردان فیلم | فیلم‌نامه‌نویس | دیگر            | یادداشت |
| ---- | ---------- | ------------- | ------------ | --------------- | ------- |
| ۲۰۱۵ | نوزاد      |               |              | دستیار کارگردان |         |
| ۲۰۱۶ | ۱۹۲۰: لندن | آری           |              |                 |         |
| ۲۰۱۶ | رستم       | آری           |              |                 |         |